# Árnafjall
L'Árnafjall és una muntanya de 722 metres, punt més alt de l'Illa de Vágar a les illes Fèroe. El seu nom significa la muntanya de les àligues. La muntanya es troba a la costa oest de Vágar, prop del poble de Gásadalur.
També hi ha una altra muntanya Árnafjall a l'Illa de Mykines, de 350 metres sobre el nivell del mar.